# Hedda Morrison
Hedwig Marie „Hedda“ Morrison (geborene Hammer; * 13. Dezember 1908 in Stuttgart, Deutschland; † 3. Dezember 1991 in Canberra, Australien) war eine deutsche Fotografin, die mit zahlreichen Aufnahmen Beijing, Hong Kong und Sarawak von 1930 bis 1960 dokumentierte.

## Biografie
Hedda wurde 1908 in die Familie Hammer geboren. Ihr Vater arbeitete in einer Verlagsfirma. Sie hat einen jüngeren Bruder. Im Alter von 3 Jahren erkrankte sie an Polio, was sie körperlich beeinträchtigte und sie auch in ihrer Zukunft an gesundheitlichen Problemen leiden ließ. Im Alter von 11 Jahren erhielt sie ihrer erste Kamera, eine Kamera von Box Brownie. In ihrer Begeisterung für die Fotografie versuchte sie sogar, eine kleine Dunkelkammer im Badezimmer der Familie einzurichten.

## Ausbildung
Nach ihrem Schulabschluss an dem Königin-Katharina-Stift-Gymnasium in Stuttgart wurde sie von ihrer Familie dazu angehalten, Medizin in Innsbruck in Österreich zu studieren. Jedoch gelang es ihr, ihre Eltern davon zu überzeugen, sie Fotografie studieren zu lassen. So begann sie 1929 ihr Studium an der Bayrischen Lehranstalt für Lichtbildwesen.
Als sie 1931 anfing, nach dem Studium nach Arbeit zu suchen, war die Weltwirtschaftskrise gerade im vollen Schwung, was hieß, dass es kaum Arbeit gab. Hedda hat als Volontärin angefangen, im Fotostudio von Adolf Lazi zu arbeiten, wo sie ihr Wissen weiter verfestigte und Erfahrungen sammelte. 1932 fand sie Arbeit in der Photographischen Werkstätte von Olga Linckelmann in Hamburg, diese musste sie jedoch nach fünf Monaten wieder entlassen.

## Fotografische Tätigkeit

### China
Die zunehmenden Beschränkungen, die das Naziregime den Künstlern auferlegte, veranlassten Hedda dazu Pläne zu schmieden Deutschland zu verlassen. Sie bewarb sich erfolgreich auf eine Position eines Studioleiters in China. 1933 übernahm sie somit die Leitung des Hartung Fotostudios in Beijing. Das deutsche Fotostudio war ein kommerzielles Studio, zu welchem Klientele Diplomaten und andere ausländische Bürger gehörten. Hedda übersah die Arbeit von 17 anderen lokalen Fotografen, wodurch sie schnell versuchte, Chinesisch zu lernen. Ihre Freizeit nutzte sie dazu, Solo-Expeditionen in den Norden des Landes zu unternehmen. Zwischen 1933 und 1938 stellte sie zusammen und verkaufte sie Fotoalben ihrer Fotografien von chinesischem Kunsthandwerk, Tempeln, Palästen und Menschengruppen, die sie als „Lost Tribes“ bezeichnete.
Von 1938 bis 1940 hatte sie eine Kollaboration mit dem Brooklyn Museum, für welche sie handgefertigte chinesische Möbel dokumentierte.
1940 lernte sie ihren späteren Ehepartner Alastair Morrison kennen, der in Beijing geboren wurde. Sein Vater George Ernest Morrison war ein berühmter Reporter der Times. Alastair war als britischer Armee-Offizier tätig. Die beiden heirateten 1946. In diesem Jahr folgte sie ihrem Ehemann nach Hong Kong, wo sie ein halbes Jahr verbrachten. Hedda hatte die Möglichkeit, Hong Kong kurz nach Ende des Zweiten Weltkriegs zu fotografieren. Sie verkaufte in Hong Kong Postkarten mit ihren Aufnahmen der Stadtansicht.

### Süd-Ost Asien
Schließlich ließ das Paar sich in Sarawak in Malaysia nieder, wo Alastair als District Officer arbeitete. Hier fotografierte sie 20 Jahre lang unter herausfordernden Bedingungen. So hatten sie sechs Jahre lang hatten keinen Strom. Hedda benutzte zwei Autobatterien, um ihr tragbares Vergrößerungsgerät zu betreiben. Zudem war die extreme Luftfeuchtigkeit wegen des tropischem Klimas ein Problem für die Lagerung ihrer Werke, denn Negative müssen trocken gelagert werden. Hierfür nutzte sie eine versiegelte Truhe und benutzte Silikagel als Trockenmittel, um die Negative zu schützen.
1960 bis 1966 wurde Hedda auch vom Informations Office in Kuching, Sarawaks Hauptstadt, dazu beauftragt, „Fotografien mit enthografischem Charakter zu produzieren, insbesondere Bilder, die traditionelle Kulturen im Wandel zeigen“.

### Australien
1967 zogen die Morrisons nach Canberra in Australien, wo Hedda weiterhin viel fotografierte.

## Stil und Equipment
Während ihres Studiums, sowie in einem Teil ihrer chinesischen Arbeiten, hat die Künstlerin mit einer Linhof Satzplasmat 9 × 12 cm Planfilmkamera aufgenommen. Bevor sie in den 1950er Jahren auf Farbfilm umstieg, fotografierte sie immer nur auf Schwarzweißfilm mit ihren Mittelformatkameras der Rolleiflex und Rolleicord. Morrison hatte lediglich einen zusätzlichen Satz Objektivfilter und ein Stativ dabei. Morrison benutzte nur selten einen Blitz oder zusätzliche Beleuchtung, und wenn, dann nur Blitzpulver.
Sie wurde in der Ästhetik der damaligen Neuen Sachlichkeit geschult, doch ihre Vorliebe galt der dokumentarischen Ethnographie.

## Nachlass
Hedda starb 1991 in Canberra an Krebs. Nach ihrem Tod sorgte ihr Ehepartner Alastair dafür, dass dem Powerhouse Museum Sydney eine große Sammlung von Heddas Ausstellungsgrafiken gespendet wurde. Eine kleinere Anzahl von Grafiken wurde der National Gallery of Australia in Canberra gespendet.
Morrisons umfangreiches Archiv mit Fotonegativen wurde in ostasiatische, süd- und südostasiatische und australische Gruppen aufgeteilt und der Yenching Library an der Harvard University in Cambridge, Massachusetts, sowie der Cornell University Library in Ithaca, New York, sowie auch der National Library of Australia in Canberra vermacht.

## Anerkennungen
1955 sah Edward Steichen über die Agentur Camera Press, die ihre Arbeiten vermittelte, Morrisons Aufnahme einer festlich gekleideten Dayak-Gruppe, die unter anderem einen jungen Mann in einem westlichen Hemd und mit einer Uhr lachend zeigt. Steichen wählte dieses Foto für die Section „Adult Play“ für die Ausstellung The Family of Man des Museum of Modern Art aus, welche von 9 Millionen Zuschauern besucht wurde.
1965 erhielt sie für ihre Arbeit den Pegawai Bitang Sarawak (Officer of the Order of the Star of Sarawak) von der Regierung von Sarawak.
1990 wurde sie Canberra Photographic Lifetime Member.

## Ausstellungen
Auch während ihrer Lebzeiten schon wurden ihre Werke in Europa, den USA wie auch in Asien ausgestellt. Und auch nach ihrem Tod folgten Ausstellung, jedoch vorrangig in Australien.
- 1940: Hedda Morrison's Chinese Photographs. Central Park, Peking, China.
- 1947: Hedda Morrison Chinese photographs, Chinese Institute, Gordon Square, London.
- 1949, 15 July–11 September: Photographs by Hedda Morrison, Brooklyn Museum, New York.
- 1954, July: Sarawak photographs by Hedda Morrison, Kingsway, London.
- 1955: included in The Family of Man at the Museum of Modern Art, New York City.
- 1957: Photographs of Sarawak, Raffles Museum, Singapur, curated by Prof. Gibson-Hill.
- 1958, 17 March – 22 April: Photographs of Sarawak, Santa Fe Folk Art Museum, touring from Raffles Museum, Singapur.
- 1959, 18–24 October: Photographs of Sarawak, Milne Library, State University College of Education, Geneseo.
- 1964, from 12 April: Chinese Peasant Cottons, including photographs by Hedda Morrison, Museum of New Mexico, Folk Art Building.
- 1967: Peking: 1933–1946 - A Photographic Impression, Menzies Library, Australian National University, Canberra, ACT.
- 1986, 12–15 May: 'An Asian Experience: 1933-6'. Photographs by Hedda Morrison', organised by the Asian Studies Association of Australia, Fisher Library Foyer, University of Sydney.
- 1990: Travels of an Extraordinary Photographer: Hedda Morrison - A Retrospective Exhibition, organised by the Canberra Photographic Society, The Link, Canberra Theatre, Canberra, ACT.

- 1993: In Her View: The Photographs of Hedda Morrison in China and Sarawak 1933-67, curator Claire Roberts Powerhouse Museum, Sydney, NSW.
- 1994: In Her View: The Photographs of Hedda Morrison in China and Sarawak 1933-67, National Library of Australia, Canberra, ACT.
- 1995: 8 photographs of the Flinders Ranges (c.1971) featured in Beyond the Picket Fence, National Library of Australia, Canberra, ACT.
- 1995, March - April: Included in Women Hold Up Half The Sky, opened by the Hon. Dr Carmen Lawrence. National Gallery of Australia, Canberra.
- 2002: Old Peking: Photographs by Hedda Morrison 1933-46, Powerhouse Museum, Sydney, NSW.
- 2002, May–June: Old Peking: Photographs by Hedda Morrison 1933-46, Art Museum of the China Millennium Monument, Beijing.

## Veröffentlichungen
- Morrison, Hedda. Sarawak.London: Macgibbon & Kee, 1957.
- Morrison, Hedda. Life in a Longhouse. Kuching: Borneo Literature Bureau, 1962.
- Morrison, Hedda. Sarawak, Donald Morre Press, Singapore, 1965.
- Morrison, Hedda. A Photographer in Old Peking. Hong Kong: Oxford University Press, 1985.
- Morrison, Hedda. Travels of a Photographer in China, 1933–1946. Hong Kong: Oxford University Press, 1987.
- Morrison, Hedda. 'Some Musical Instruments of China', Arts of Asia, May–June 1983, pp. 83–95.
- Morrison, Hedda. 'Tribal Crafts of Borneo', Arts of Asia, Jan-Feb 1972, pp. 61–66.
- Morrison, Hedda. 'Jungle Journeys in Sarawak', The National Geographic Magazine, no. 109, May 1956, pp. 710–736.
- Morrison, Hedda. 'Educating the Peoples of Sarawak', The Crown Colonist, January 1950, pp. 36–37.
- Morrison, Hedda. 'Craftsmen in a Harsh Environment', Arts of Asia, March–April 1982, pp. 87–95.
- Morrison, Hedda. 'The Lost Tribe of China', Arts of Asia, May–June 1980, pp. 82–91.
- Morrison, Hedda and Morrison, Alistair, 'Chinese Toggles: A Little Known Folk Art', Arts of Asia, March–April 1986, pp. 68–74.
- Hoffman, Alfred and Morrison, Hedda, Nanking, Verlag von Max Noessler, Shanghai, 1945.
- Eberhard, Wolfram and Hedda Morrison. Hua Shan: the Taoist Sacred Mountain in West China. Hong Kong: Vetch and Lee, 1973.
- Morrison, Hedda, K. F. Wong and Leigh Wright. Vanishing World, The Ibans of Borneo. New York: John Weatherhill, 1972.

## Kollektionen
- National Gallery of Australia[14]
- National Library of Australia[15]
- National Gallery of Victoria[16]
- Powerhouse Museum, Sydney[17]
- Harvard-Yenching Library Collections: The Hedda Morrison Photographs of China[18]
- Cornell University Library Division of Rare and Manuscript Collections, Hedda Morrison photographs, [ca. 1950–1985][8]